# Cuenca del Guadarrama
La Cuenca del Guadarrama è una delle Comarche della Comunità Autonoma di Madrid, Spagna, bagnata dalle acque del fiume Guadarrama.

## Municipi della comarca
La comarca è formata dai seguenti municipi, con la superficie in chilometri quadrati e la relativa popolazione nell'anno 2006.
| Municipio                  | Superficie | Abitanti |
| -------------------------- | ---------- | -------- |
| Total comarca              | 764,28     | 232090   |
| Alpedrete                  | 12,64      | 11588    |
| Becerril de la Sierra      | 30,35      | 4762     |
| Brunete                    | 48,94      | 8645     |
| Cercedilla                 | 35,78      | 6802     |
| Collado Mediano            | 22,57      | 6159     |
| Collado Villalba           | 26,52      | 52083    |
| Colmenarejo                | 31,7       | 7308     |
| El Boalo                   | 39,59      | 5577     |
| El Escorial                | 68,75      | 14113    |
| Galapagar                  | 64,99      | 28924    |
| Guadarrama                 | 56,98      | 13025    |
| Los Molinos                | 19,56      | 4322     |
| Moralzarzal                | 42,56      | 10604    |
| Navacerrada                | 27,29      | 2484     |
| Quijorna                   | 25,71      | 2177     |
| San Lorenzo de El Escorial | 56,4       | 16005    |
| Valdemorillo               | 93,68      | 9824     |
| Villanueva de la Cañada    | 34,92      | 14809    |
| Villanueva del Pardillo    | 25,35      | 12879    |